# جامعة هوساي
جامعة هوساي (بالإنجليزية: Hosei University)‏ هي جامعة، تأسست في 1879، في اليابان.